# Pyramide d'Ipout Ire
La pyramide d'Ipout Ire est située au nord-est du complexe pyramidal de Téti à Saqqarah.
Elle a été découverte par Victor Loret qui fouilla la nécropole de la pyramide de Téti entre 1897 et 1899 puis explorée à nouveau par Cecil Mallaby Firth lors de sa campagne de fouilles à Saqqarah entre 1920 et 1930.
Ce complexe funéraire présente des singularités qui démontrent que le monument a subi de profondes modifications de structure signalant que la personnalité à laquelle il était dédié eut un destin hors du commun.

## Complexe funéraire
Le complexe funéraire d'Ipout Ire présente un ensemble d'éléments classiques mais nécessaires pour le culte funéraire d'une reine, sans doute devenue l'épouse principale de Téti au cours du règne. On distinguera ainsi un péribole qui ceint la pyramide elle-même ainsi que le petit temple funéraire accolé à sa face est. Le temple suit un plan inhabituel, sans doute en raison de la présence d'autres monuments préexistant à proximité, réduisant d'autant l'espace disponible pour bâtir le complexe pyramidal.
On accédait ainsi à l'ensemble par le sud, l'entrée du complexe se faisant donc face à la pyramide de Téti, par un portique soutenu par quatre piliers de calcaire à section carrée. Suivait une première pièce ou vestibule munie de deux piliers de même matière distribuant par le nord une cour péristyle, dont les portiques étaient également soutenus par des piliers. Au nord de cette cour cérémonielle se trouvaient des magasins.
Par l'ouest du vestibule, on accédait au péribole de la pyramide qui l'entoure sur trois de ses côtés, le dernier étant occupé par le sanctuaire du temple alignant ses salles sur un développement nord-sud. Cette partie intime du temple comprise dans le péribole de la pyramide était réservée au culte funéraire de la reine et contenait une salle à trois niches qui devaient conserver les trois naoi abritant des statues de la reine ou de divinités. La salle destinée à la stèle fausse porte de la reine se trouvait presque au centre de la face orientale de la pyramide. Principal objet du culte qui était rendu dans tout temple funéraire, elle était faite en calcaire et précédée d'une table d'offrande en granite rouge adoptant la forme du signe « hotep » et donnant les titres et le nom de la reine. Suivait enfin une dernière salle destinée à abriter le matériel de culte.
Les fouilles n'ont en revanche révélé aucune trace d'une pyramide satellite qui devrait logiquement compléter l'ensemble.

## La pyramide

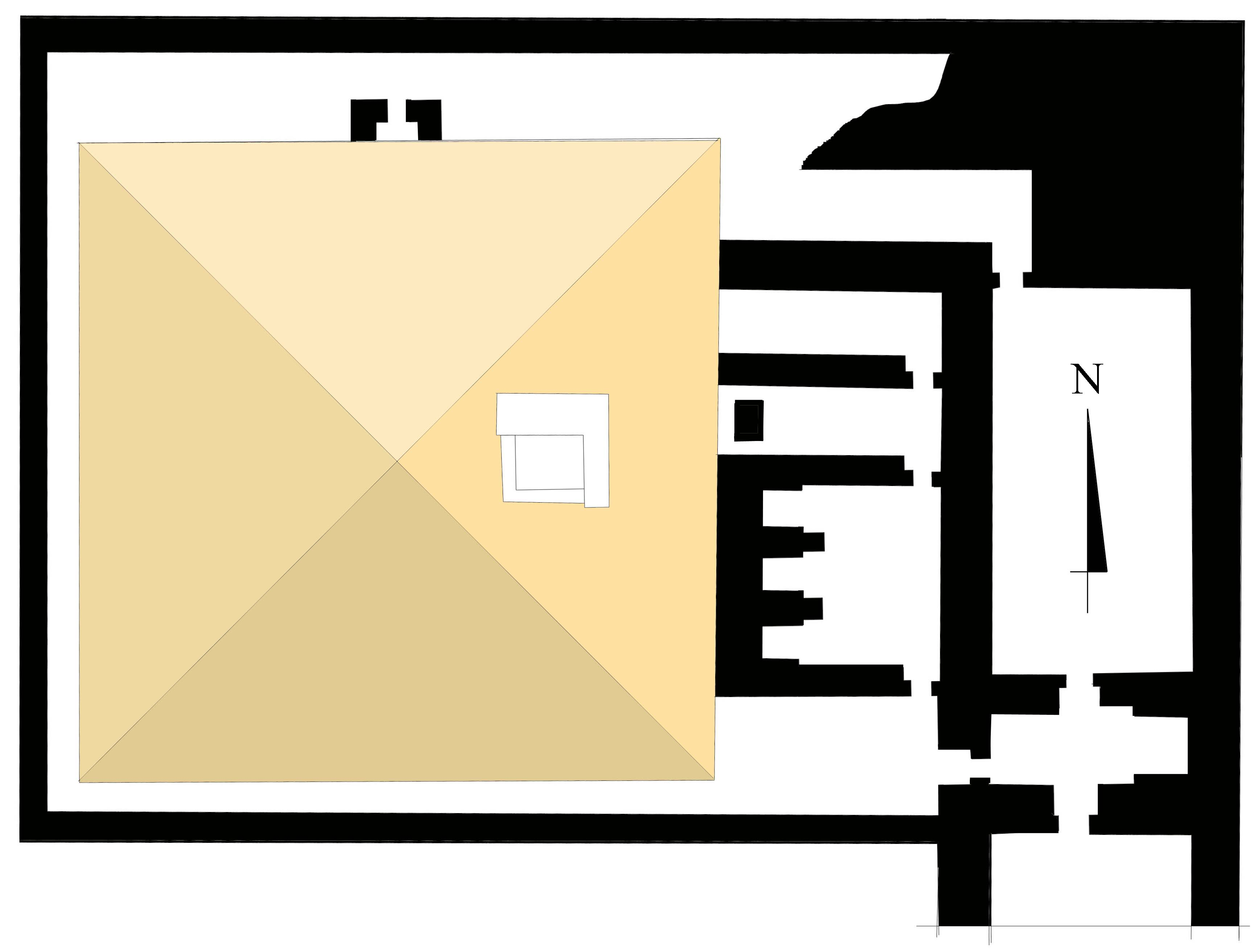
Plan du temple et de la pyramide de la reine Ipout Ire à Saqqarah

D'une base carrée de vingt-et-un mètres de côtés, la pyramide était constituée d'un noyau de trois degrés élevant le monument achevé en pyramide à faces lisses, à une hauteur de vingt-et-un mètres. L'inclinaison des pentes du monument était de soixante-trois degrés. 
Sur la face nord se trouvait la traditionnelle chapelle qui signale habituellement l'accès aux appartements funéraires dont l'entrée devait se faire par le sol ce qui n'est pas le cas pour la pyramide d'Ipout. En effet, l'accès au caveau se fait de manière insolite au niveau du deuxième degré de la pyramide par un puits placé à sa surface et descendant directement à une chambre funéraire de petite dimension. Cette particularité est l'indice que le monument initial n'était pas une pyramide mais bien un mastaba qui avait été bâti pour une épouse secondaire du roi. Ce n'est que par la suite, au cours du règne ou après l'accession au trône du fils d'Ipout, Pépi Ier, que le monument sera alors transformé en pyramide et le complexe attenant développé.
Ce changement de destination a probablement eu lieu après la mort de la reine car le puits donnant accès au caveau se trouvait condamné une fois le mastaba transformé en pyramide et aucun autre accès n'a été découvert. De plus le caveau ne se trouve pas à l'aplomb de la pyramide, mais est déporté vers l'est, il n'a pas été transformé ou agrandi comme on pourrait s'y attendre si le monument pyramidal avait été commandé par la reine elle-même de son vivant.
Le caveau a révélé un certain nombre de vestiges du viatique funéraire de la reine abandonné par les pillards. On citera notamment des éléments d'un collier ousekh, un bracelet en or, des vases canopes en calcite, divers débris de vaisselle en pierre, un appui-tête en albâtre ainsi qu'une tablette également en albâtre portant sept récipients destinés aux sept huiles sacrées utilisées dans certains rites religieux dont les noms sont indiqués.
Le sarcophage externe en calcaire contenait encore des débris d'un sarcophage intérieur en cèdre du Liban et les restes d'une femme qui avait été momifiée. L'analyse de ces ossements révéla qu'elle est morte autour de la cinquantaine ce qui pour l'époque était déjà un âge avancé.